# Jacques Rotter
Jacques Rotter (* 21. November 1878 in Lemberg, Österreich-Ungarn; † 11. April 1972 in Wien; auch Jaques Rotter, Hans Rotter, Jack Rotter, Jakob (Jacques) Lauterstein, Jakob Lautterstein, Stefan Putzi-Plattner, C. Seidl) war ein österreichischer Tenor.

## Leben
Rotter wurde am 21. November 1878 als Jakob Lautterstein in Lemberg, Galizien  geboren, wuchs aber im ungarischen Sopron auf und ging in Wien zur Schule. Dort, im Chor des Carl-Theaters, begann auch seine Sängerlaufbahn, ehe er auch mit kleineren solistischen Aufgaben betraut wurde.
Nach einem Auftritt als lyrischer Tenor, bei dem er großen Erfolg verbuchen konnte, ging er auf Tournée: 1911 sang er in Budapest, 1912 in Dresden.
Der Erste Weltkrieg unterbrach Rotters Künstlerkarriere; er musste einrücken und konnte erst nach Ableisten des Militärdienstes seinen Weg als Unterhaltungssänger fortsetzen.
Nach Engagements an verschiedenen Häusern holte ihn 1922 Samuel Schöngut an sein “Etablissement Ronacher”, ein großes Wiener Varietétheater. 1924 sang er in der Mary-Bar, Wien 1, Johannesgasse 37. 1928 gastierte 'der beliebte Wiener Liedersänger' zusammen mit der Soubrette Charlotte Waldow im Café Sachergarten, Helenental.
Daneben versuchte er sich mit Erfolg auch selbst als Unternehmer in der Gastronomie: er eröffnete ein Lokal in der Elisabethstraße 4 in Wien, welches er bis 1929 betrieb. In diesem Jahre eröffnete er seine „Rotter Opern-Bar“ in der Goldschmiedgasse 7, die zu einem Treffpunkt der Künstler-Prominenz in Wien werden sollte. Von Robert Stolz über Richard Tauber bis zu Joséphine Baker verkehrten sie alle in der exklusiven Vergnügungsstätte, wo der Chéf selbst sang.
Nach dem Einmarsch der Hitlertruppen in Österreich 1938 floh Rotter vor der nun verstärkt einsetzenden Verfolgung politisch und rassisch Unerwünschter nach Paris. Gemeinsam mit ebenfalls geflohenen Kollegen wie Oskar Karlweis und Karl Farkas trat er dort im Kabarett des Nobelrestaurants “L’Impératrice” auf, das ebenfalls zu einem Künstlertreff geriet, diesmal aber für die aus Österreich und dem “Reich” nach Frankreich geflohenen Emigranten.
Am 10. Januar 1943 wurde er in Lyon von der Gestapo festgenommen und bis zum 18. Januar in Haft gehalten. Vom 19. Januar bis zum 15. November 1943 war er in einem Arbeitslager bei Lyon gefangen. Erst am 16. November konnte er zusammen mit einem Kameraden fliehen.
Die Besetzung Frankreichs durch die deutsche Wehrmacht überlebte er, untergetaucht, in Verstecken. Nach zwei Monaten gelang es ihm, mit gefälschten Papieren, wieder zurück nach Paris zu gehen, wo er die Befreiung abwartete. Erst im Frühjahr 1946 konnte er nach Wien heimkehren.
Dort übernahm er wieder sein Lokal, das von seiner Frau und seiner Tochter weitergeführt worden war. Zu seinen Gästen zählten jetzt statt der Wiener Operetten-Prominenz aber amerikanische, britische, französische und russische Offiziere. Doch werden nun seine Gesangsauftritte immer seltener.
Aus dem Schaugeschäft zieht sich Rotter aus Altersgründen allmählich zurück. Er stirbt am 11. April 1972 in Wien.

## Werk
Jacques Rotter genoss in der ersten Hälfte des 20. Jahrhunderts große Popularität im deutschen Sprachraum. Dieses lag in seiner Vielseitigkeit begründet, denn er sang gleichermaßen leichte klassische Gesangsstücke, Lieder aus Operette und Kabarett, folkloristische Musik ebenso wie Wiener Lieder und aktuelle Tagesschlager.
Beim Schlager wie beim Kabarettlied konnte er auf erstrangige Textdichter zurückgreifen:
Fritz Loewy/Loehner alias Beda, Peter Herz, Hermann Leopoldi, Arthur Rebner, Willy Rosen, Fritz Rotter und Theodor Waldau alias Wauwau.
Eine besondere Spezialität Rotters waren seine erotischen Chansons, in denen er, nur mit Klavier oder Klavier und Violine begleitet, einen ganz eigenen, intimen Ton traf.
Die aufstrebende Schallplattenindustrie konnte einen so vielseitigen Sänger natürlich gut gebrauchen, weshalb sich Rotter zu einem der meistbeschäftigten und erfolgreichsten Künstler dieses neuen Mediums in Österreich entwickelte. Bereits 1912 wagte er sich neben seinem herkömmlichen europäisch geprägten Repertoire auch an neue, amerikanische Musikformen und sang z. B. Ragtime-Songs wie Max Hoffmanns „Zamona“ auf die Grammophonplatte.
Rotter war dabei vertraglich wohl an keine bestimmte Firma gebunden. So sind 78rpm-Schellack-Aufnahmen von ihm auf den unterschiedlichsten Labels überliefert: auf Favorite, Zonophone und Columbia bis etwa Mitte der 1920er Jahre, dann bei der Gramophone/HMV und ihren deutschen bzw. österreichischen Tochterfirmen Electrola und Gramola, bei Ultraphon  sowie bei den Lindström-Marken Odeon und Parlophon/Beka. Auch auf kleineren Marken wie der österreichischen Flexibelplatte Novaphon war er noch nach 1930 zu hören. Pressungen von HMV-Matrizen auf amerikanischen „Victor“-Platten trugen seinen Ruhm sogar nach Übersee.
Wenn ihn nicht Anton Zilzer solo am Klavier oder, zusammen mit Dol Dauber, Violine, oder Isy Geiger, Violine
begleitete, trat Rotter mit nahezu allen zu seiner Zeit in Österreich und Deutschland namhaften Orchestern auf: belegt sind Einspielungen mit dem Orchester Erwin Buchbinder bei Odeon, mit Dol Dauber und seinem Jazz- und Tanz-Orchester auf HMV, mit Paul Godwin und seinen Jazz-Sinfonikern und dem Jazz-Orchester Ernst Holzer auf Polydor, mit dem „Polydor“ Salon-Orchester, mit Ilja Livschakoff und seinem Orchester, ebenfalls bei Polydor, und dem Orchester Frank Fox bei Columbia.
Aus seinem Leben ist indes trotz seiner früheren Popularität heute nur verhältnismäßig wenig bekannt.

## Tondokumente (Auswahl)
als Jacques Rotter:
CHARM nennt 8 Titel von Rotter/Zilzer, DISMARC 55 Titel
- Favorite 1-25 129 (3003-f-) Nur du allein weißt nicht, was Liebe ist. Lied (o. Komp.) / 1-25 130 (3004-f-) Ich träumte erst jüngst einen lieblichen Traum. Lied a.d.Optte „Der liebe Schatz“ (o. Komp., = Heinrich Reinhardt) gesungen von Jacques Rotter, Tenor, Wien
- Favorite 1-25 027 x (4972-t-) Was die Glocke vom Stefansturm erzählt (Theodor Wottitz) gesungen von Jacques Rotter mit Orchesterbegleitung, Wien.
- Favorite 1-29 259 (2477-t-) Goldfischlied (Monckton & Flynn) a.d.Optte „Miss Gibbs“ gesungen von Frl. Burg und Jaques Rotter mit Orchesterbegleitung, Wien.
- Favorite 1-29 261 (2479-t-) Hupf' mein Mäderl (Monckton & Flynn) a.d.Optte „Miss Gibbs“ gesungen von Frl. Burg und Jaques Rotter mit Orchesterbegleitung, Wien.
- Columbia D-7514 (68 458) Jai, Mamám, a.d.Optte „Die Csárdásfürstin“ (Kálmán Imre), gesungen von Jacques Rotter mit Berkes-Orchester. Wien ca. 1919 (Bei dieser Aufnahme wurde Rotter von dem berühmten ungarischen Zigeunerprimás Berkes Béla und seinem Orchester begleitet.)
- Columbia D-16 120 (74 432) Servus du! Lied (Rob. Stolz, Text v. Benno Vigny)
- Columbia D-16 127 (74 446) Ein Wiener Walzer (Ich weiß auf der Wieden …) (Ralph Benatzky)
- Odeon O-1144 / (A 44 806) (Ve 1143) Komm Zigány! Lied a.d.Optte „Gräfin Mariza“ (Kálmán) / (A 44 807) (Ve 1144) Grüß mir mein Wien! Lied a. dto. v. dto. – mit Zigeunerkapelle.
- Odeon A 44 809 (Ve 1167) Gut, gut, gut! Couplet (O. Steiner)
- Odeon A 44 823 (Ve 1182) Der Bobby Cohn is’ kein Verkehr für dich ! Couplet (A. Egen)
- Electrola E.G.402 (Bw 652) Mylady. Paso doble a.d.Revue „Wien lacht wieder“ (R.Benatzky, K.Fárkás, F.Grünbaum) / (Bw 657) Ein bißchen Feuer. Lied u. Tango (v. dto.)[25]
- Electrola E.G.405 (Bw 658) In Nischni Nowgorod (Rich. Fall, Text v. Beda) / (Bw 664) Heimweh (Always)(Irving Berlin, dt. Text: Beda) – mit Orchester.
- HMV 942 885 (Bk 2997-II) Die schönsten Augen hat meine Frau. Lied u. Tango (R. Erwin & F. Rotter) / (Bk 3003-I) Ich hätte dich so gerne noch einmal geseh'n. Lied u. Tango (Willy Engel-Berger, Text v. W. Sterk) mit Dol Dauber, Violin-Solo.
- HMV A.M.212 (BT 1773-2) Die Balalajka hat mich singend oft gewarnt. Lied a.d.Optte „Der Orlow“ (Bruno Granichstaedten) / (BT 1775-2) Zigarettenlied (Da nehm ich meine kleine Zigarette), aus dto.
- HMV A.M.1563 (Bw 1848-2) Gnädige Frau, Sie müssen mir gestatten. Lied a.d.Optte „Messalinettchen“ (Walter Bromme, Text: Richard Bars und Pordes Milo) / (Bw 1849-2) Wenn ich dich mein Eigen nennen könnte. Lied (A. Rubinstein, Text v. Mme. Lou Soifer) mit Anton Zilzer, Klavier, und Dol Dauber, Violine.
- HMV A.M.1613 (Bm 543-1) Ein armes Mädi. Lied u. Slow Fox (Stephan Weiss, Text: F. Rotter) / (Bm 544-2) Eine kleine Liebelei. Lied u.Valse boston (Harry Ralton, Text: F. Rotter) Jacques Rotter – am Klavier Anton Zilzer.
- Polydor 24 027 (mx. 3873 BD) Ich pfeife meinem Mädel ein kleines Liedel vor. Foxtrot (Paul Mann & Peter Herz) Jazz-Orchester Ernst Holzer, Refraingesang: Jacques Rotter. Wien 1931.
- Polydor 24 027 (mx. 3780 1/2 BD) Der Student geht vorbei (Ibanez-Chiappo) Jazz-Orchester Ernst Holzer, Refraingesang: Jacques Rotter. Wien 1931.
- Polydor 24 028 (mx. 3782 BD) Karlsbader Sprudel-Fox (H. Leopoldi) Jazz-Orchester Ernst Holzer, Refraingesang Jacques Rotter, Wien – Mechan. Copt. 1931

als Hans Rotter:
- Überlandpartie (H. Leopoldi) Hans Rotter, Gesang, mit Orchester Isy Geiger. Novaphon (österr. Flexibel-Schallplatte aus Cellon) – Wien 1932 (Video auf YouTube)
- Karlsbader Sprudel-Fox (H. Leopoldi) Hans Rotter, Gesang, mit Orchester Isy Geiger. (Video auf YouTube)
- Novaphon (österr. Flexibel-Schallplatte aus Cellon) – Wien 1932

als „C. Seidl, Wiener Liedersänger“ auf Zonophone vor 1914:
DISMARC nennt 4 Titel für C. Seidl.
- Wir tanzen Ringelreih’n. Duett aus der Operette „Die Dollarprinzessin“ (mit Orchester) gesungen von Anny Prastorfer und C. Seidl [= Jacques Rotter?] WIEN. Zonophone Record X-24286 (mx. 12 014 u) Wien, Ende 1907 Im Wax: 12 014 u, X 24286 V, Z.
- Die Adi, die Ida, der Edi. Duett aus „Es gibt nur a Kaiserstadt“ (mit Orchester) gesungen von Anny Prastorfer und C. Seidl [= Jacques Rotter?] WIEN Zonophone Record X-24287 (Mx. 12 015 u) Wien, Ende 1907 Im Wax: 12015u, X 24287 III, Z.
- Louise du bist blass (Carl Haupt) gesungen von C. Seidl [= Jacques Rotter?], Wiener Liedersänger, Tenor mit Orchester WIEN. Zonophone Record X-22695 (mx.12 017 u) – Wien 1907 Im Wax: 12 017 u, X 22695 II, Z. Auch auf Grammophon 10 813
- Weibi, Weibi sei doch nicht so hart (Carl Haupt)[27], gesungen von C. Seidl [= Jacques Rotter?], Wiener Liedersänger, Tenor mit Orchester WIEN. Zonophone Record X-22696 (mx. 12 020 u) – Wien 1907, Im Wax: 12 020 u, X 22696 II, Z. Auch auf Grammophon 10 813

als “Stefan Putz(i)-Plattner” auf Favorite nach 1918:
DISMARC nennt 7 Titel für Stefan Putzi-Plattner.
- Ich hab ein Rendez-vous (Willy Engel-Berger, Text von Arthur Rebner) Stefan Putzi-Plattner, mit Salonorchester Eduard Hladisch. Favorite Record 1-178 (mx. 117) – Wien 1920 Ich hab ein Rendez-vous (Willy Engel-Berger, Text von Arthur Rebner) Stefan Putzi-Plattner, mit Salonorchester Eduard Hladisch. Favorite Record 1-178 (mx. 117) – Wien 1920
- Im Hotel zur Nachtigall. Lied und Foxtrot (Stefan Weiss, Text von Zdenko Schick und Rudolf Eisner) Stefan Putzi-Plattner, mit Salonorchester Eduard Hladisch. Favorite Record 1-177 (mx. 115) – Wien 1920 Im Hotel zur Nachtigall. Lied und Foxtrot (Stefan Weiss, Text von Zdenko Schick und Rudolf Eisner) Stefan Putzi-Plattner, mit Salonorchester Eduard Hladisch. Favorite Record 1-177 (mx. 115) – Wien 1920
- Die Peruanerin. Onestep (Text: O.A.Alberts, Musik: Rudolf Nelson). Stefan Putzi-Plattner mit Chor. Begleitung: Kapelle Robert Hügel, Wien. Favorite 1-027 299 (Mx.-No.: 16070), aufg. Wien, Anfang / Mitte 1921 (Video auf YouTube)

## Wiederveröffentlichungen
auf CD
- Doppel-CD „… und die Kugel macht bum bum!“ Humoristische Lieder, Propagandaaufnahmen und Märsche aus der Zeit des Ersten Weltkriegs, mit ausführlichem Begleitheft. Sämtliche Texte der Lieder bzw. Sprechnummern finden sich im Begleitheft abgedruckt. Verlag Militaria GmbH. Geschäftsführer: Stefan Rest. Getreidemarkt 3/8+9, 1060 Wien. ISBN 978-3-902526-36-6. CD 1 – Kriegslieder und Propagandaaufnahmen, Moderation von Martin Haidinger, enthält als track 6 Die graue Felduniform gesungen von Jacques Rotter (3:08) – Aufnahme 1915.
- CD »Populäre jüdische Künstler – Wien. Musik & Entertainment 1903–1936«. mit ausführlichem Begleitheft. Zusammenstellung: Andreas Koll, Chaim Frank. Spielzeit: 1:15:49. Erschienen bei C & P Trikont 2001. Bestell-Nr. US 0291. Enthält von Rotter das Couplet „Gut, gut, gut!“. Rezension von Anne Zauner unter .
- CD Heinrich Strecker zum 100. Geburtstag (Legendäre Interpreten singen Lieder von Heinrich Strecker). Preiser BSIN03128438, released 1999  listet 'Stefan Plattner-Putz' und 'Jacques Rotter' separat. Enthält als: Track 4 Das war in Petersdorf (Text: Alfred Steinberg-Frank) Jaques Rotter mit Orchesterbegleitung. Aufgenommen 1925. Odeon 306809 (Ve 1146) / Track 5 Auf der Lahmgrub'n da steht an altes Haus (Text: Alfred Steinberg-Frank) Stefan Putz-Plattner – Maly Nagl mit Schrammelbegleitung. Aufgenommen 1924. Columbia D-7952 (H 307)
- CD “Es war einmal ein Musikus – Friedrich Schwarz (1928 bis 1933)” – Yatego-Nr.: B3FETI19UB, Art-Nr.: RV2001. Enthält von Jacques Rotter: “Du bist als Kind zu heiß gebadet worden”: Jaques Rotter mit Begleitorchester.
- CD Wiener Lieblinge von Seinerzeit. Preiser PR90077, EAN: 717281900775 – enthält von Jacques Rotter: Die Fichte (M+T: Wottitz, Sinek, Kanitz, Wiener) Odeon A 254.076 (mx. 2090) / Bridge-Partie (K+T: Pallos – Beda) Odeon A 254.076 (mx. 2091)
- CD Das ist mein Wien, die Stadt der Lieder. Nachproduktion Soundborn enthält: Die Banda kommt (K: Theodor F. Schild, T: Carl Lorens). I: Max Jauner, Jaques Rotter, Josef Bauer / Servus Schlieferl (K: Theodor Wottitz) I: Jacques Rotter
- CD Schlager im Spiegel der Zeit – 1930. Bear Family Records GmbH, enthält als Track 10 Jacques Rotter: Oh Donna Clara!
- CD In 24 Stunden kann so viel gescheh'n: Komponistenportrait Walter Jurmann. Duophon, 1928–1933 Bestellnummer: 7216965 Erscheinungstermin: 10. Februar 2003 enthält als Track 11 Jacques Rotter: Am schönen Titicacasee

online
- Der Onkel Eduard aus Bentschen. Lied u. Foxtrot (Friedrich Schwarz u. Willy Rosen), Jacques Rotter, Tenor, mit Paul Godwin-Ensemble. Polydor 23 685 (Video auf YouTube)
- Das Herz einer Mutter (= My Yidishe Mame) Lied und Tango (Yellen-Pollack, deutscher Text von Arthur Rebner) Jacques Rotter, Tenor, mit Polydor Künstler Quartett, Bösendorfer Flügel. Polydor 23 998, aufgen. 1931 (Video auf YouTube)
- Oh, Donna Clara, ich hab dich tanzen geseh'n. Lied und Tango (Jerzy Petersburski – Beda) Jacques Rotter, mit Orchester. Ultraphon A 431 (mx. 10846) - Berlin, April 1930  (Video auf YouTube)
- Die schöne Adrienne hat eine Hochantenne. Modernes Lied (Hermann Leopoldi – Wauwau) Jacques Rotter, mit Klavierbegleitung: Anton Zilzer. Odeon A 44 829 – Wien, c. 1925 (Video auf YouTube)

andere Quellen:
- Wienerlied “I pfeif' auf meine Alte”: Jacques Rotter Wienerlied “I pfeif' auf meine Alte”: Jacques Rotter [von CD DAS IST MEIN WIEN DIE STADT DER LIEDER]
- Wenn es Sonntag schön ist, geh’n wir rudern. Foxtrottlied (Text: Erwin Spahn, Musik: Leopold Krauss-Elka.) Hans Rotter, Gesang, mit Tanzorchester Isy Geiger. Wenn es Sonntag schön ist, geh’n wir rudern. Foxtrottlied (Text: Erwin Spahn, Musik: Leopold Krauss-Elka.) Hans Rotter, Gesang, mit Tanzorchester Isy Geiger. [Ausschnitt]